# San Vicente de Arana
San Vicente de Arana (oficialmente San Vicente de Arana/Done Bikendi Harana) es un concejo del municipio de Valle de Arana, en la provincia de Álava, País Vasco (España).

## Despoblado
Forma parte del concejo el despoblado de:
- Berberiego.[1]

## Demografía
| Gráfica de evolución demográfica de San Vicente de Arana entre 1842 y 1940 |
| |
| Población de derecho según los censos de población del INE Población de hecho según los censos de población del INEEn estos censos se denominaba San Vicente Arana: 1857, 1860, 1877 y 1887 Entre el censo de 1950 y el anterior, este municipio desaparece porque se agrupa en el municipio 01056 (Valle de Arana) |